# باسيل فرانسيس
باسيل فرانسيس (بالإنجليزية: Basil Francis)‏ (21 فبراير 1915 – 23 مارس 1974) هو سبّاح من الولايات المتحدة راحل، مثّل بلاده في الألعاب الأولمبية الصيفية 1932.

## روابط خارجية
باسيل فرانسيس على موقع الاتحاد الدولي للسباحة (الإنجليزية)
- باسيل فرانسيس على موقع اللجنة الأولمبية الدولية (الإنجليزية)
- باسيل فرانسيس على موقع أوليمبيديا (الإنجليزية)